# Вехеткі-Малі
Вехеткі-Малі (пол. Wiechetki Małe) — село в Польщі, у гміні Беляни Соколовського повіту Мазовецького воєводства.
Населення — 56 осіб (2011).
У 1975-1998 роках село належало до Седлецького воєводства.

## Демографія
Демографічна структура станом на 31 березня 2011 року:
|          | Загалом | Допрацездатний вік | Працездатний вік | Постпрацездатний вік |
| -------- | ------- | ------------------ | ---------------- | -------------------- |
| Чоловіки | 27      | 7                  | 18               | 2                    |
| Жінки    | 29      | 5                  | 15               | 9                    |
| Разом    | 56      | 12                 | 33               | 11                   |